# Ordre Mystique du Prophète Voilé du Royaume Enchanté
 (octobre 2023).
L'Ordre Mystique du Prophète Voilé du Royaume Enchanté (Mystic Order of Veiled Prophets of the Enchanted Realm en anglais) ou M.O.V.P.E.R. ou la grotte (The Grotto) est un corps paramaçonnique (Masonic bodies) fondé en 1889 dans l'État de New York. Crée à l'origine comme une caricature / parodie de loge maçonnique, par des francs-maçons ayant pour but  de pratiquer l'humour potache, les blagues et l'autodérision entre membres, il évolue vers un ordre caritatif reconnu au travers des États-Unis en gardant l'esprit de franche camaraderie (Goodfellowship) qui présida à sa fondation.

## Aperçu
Il s'agit d'une organisation sociale destinée aux Maîtres maçons, et à ce titre, tous les maîtres maçons sont les bienvenus pour y adhérer, bien qu'elle accepte traditionnellement les maçons de 32e degré du Rite écossais ou les chevaliers templiers du Rite d'York. Elle encourage un regain d'intérêt pour les Loges bleues et l'étude de leurs enseignements plus profonds dans une ambiance sociale et détendue, bien qu'elle ne prétende pas faire partie de la Franc-maçonnerie symbolique.
Les membres sont reconnaissables par un Fez noir avec un gland rouge et une tête de Mokanna au milieu.

## Histoire
L'Ordre Mystique des Prophètes Voilés du Royaume Enchanté, également connu sous le nom de M.O.V.P.E.R. ou Le Grotto, a été fondé à l'été 1889 par LeRoy Fairchild et d'autres membres de la Loge Hamilton n°120 à Hamilton, New York. Ils ont organisé des réunions de qualité pour discuter de la signification plus profonde de la Loge bleue avec plaisir et bonne camaraderie. Lors de leur réunion du 10 septembre 1889, ils ont décidé d'appeler le groupe le "Fairchild Deviltry Committee" et de limiter l'adhésion aux Maîtres maçons en règle. L'idée de l'Ordre s'est avérée attrayante, et de nombreux Maçons y ont adhéré. En réponse à des demandes, d'autres groupes ont été formés dans d'autres régions, et le 13 juin 1890, l'ancien "Fairchild Deviltry Committee" a officiellement créé et formé le Conseil Suprême, Ordre Mystique des Prophètes Voilés du Royaume Enchanté. Son objectif était officiellement "d'ajouter en plus grande mesure à l'esprit fraternel maçonnique le charme de la gaieté rayonnante et de maintenir au sein de la fraternité un élan de bonne camaraderie royale et d'étudier les degrés de la Loge bleue". Il s'agit d'une organisation sociale destinée aux Maîtres maçons, et à ce titre, tous les Maîtres maçons sont les bienvenus pour y adhérer. Elle encourage un regain d'intérêt pour les Loges bleues, bien qu'elle ne prétende pas faire partie de la Franc-maçonnerie symbolique,.
Pendant quelques années, l'Ordre Mystique des Prophètes Voilés du Royaume Enchanté n'a pas eu d'emblème officiel à porter. La rumeur a circulé selon laquelle les Prophètes Voilés étaient autorisés à porter un emblème les distinguant des autres, et c'est ainsi qu'un couvre-chef noir de type fez avec une tête de Mokanna au centre a été choisi, donnant ainsi le nom de Grotto.
À partir de 1902, le Conseil Suprême élisait et transmettait le pouvoir aux officiers chaque année.
Le procès-verbal d'une réunion du 26 février 1903 de l'Azim Grotto, dans le Bronx, New York, indique : "Le Prophète Charles E. Lansing, Monarque Puissant Sortant, après quelques remarques préliminaires, a présenté aux personnes présentes un dessin en couleur d'un couvre-chef approprié pour l'Ordre. Il a été bien accueilli et, par une motion régulièrement présentée, secondée et adoptée, il a été unanimement décidé de les adopter et de les porter lors d'occasions sérieuses et appropriées." ,,

Un design de Fez Grotto de la Grotte Las Vegas Sin-A-Tra, reconnaissable par son fez noir et son gland rouge.

Dans le procès-verbal du 29 octobre 1903, il est mentionné : "Le Monarque Puissant a rapporté que le Fez porté par nos membres avait été adopté comme couvre-chef officiel pour tous les Prophètes du Royaume lors de la Session Annuelle du Conseil Suprême tenue à Hamilton, New York, le 20 octobre." 
La Grotte Chelminar, située à Yakima, Washington, a été créée en 1921 et continue d'être opérationnelle à ce jour. En revanche, la Grotte Zafar, située à Williamsport, en Pennsylvanie, est l'une des plus grandes Grottes de la nation, comptant plus de 350 membres. Alors que de nombreuses Grottes maintiennent volontairement une adhésion plus restreinte pour favoriser un sentiment de camaraderie, cette approche sélective suscite parfois des critiques pour son élitisme présumé parmi les autres Maçons,.

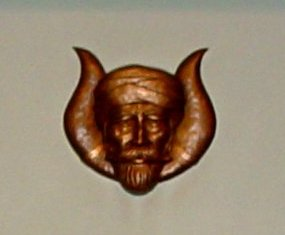
Al-Muqanna dit le voilé
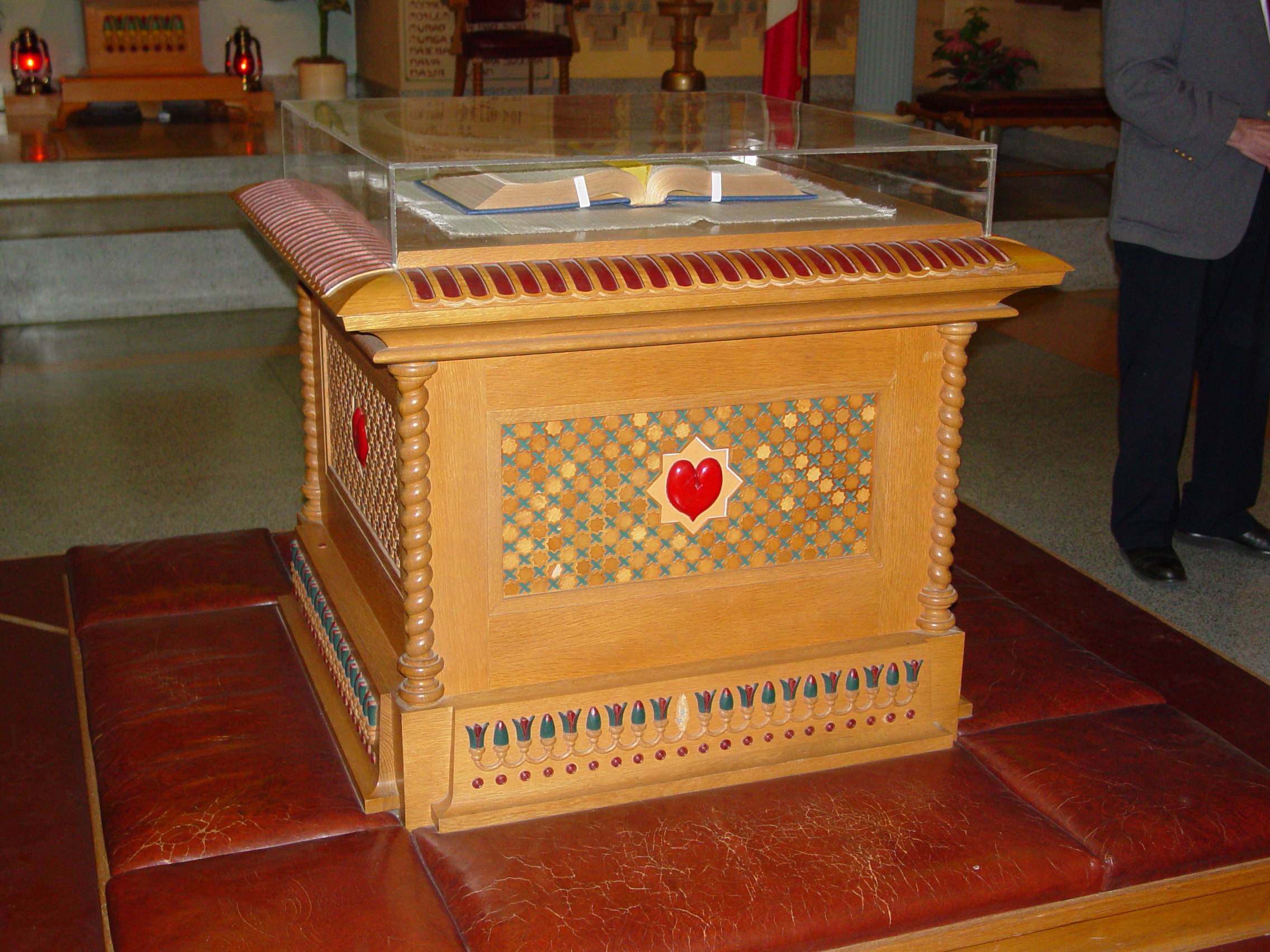
Autel et bible de la loge
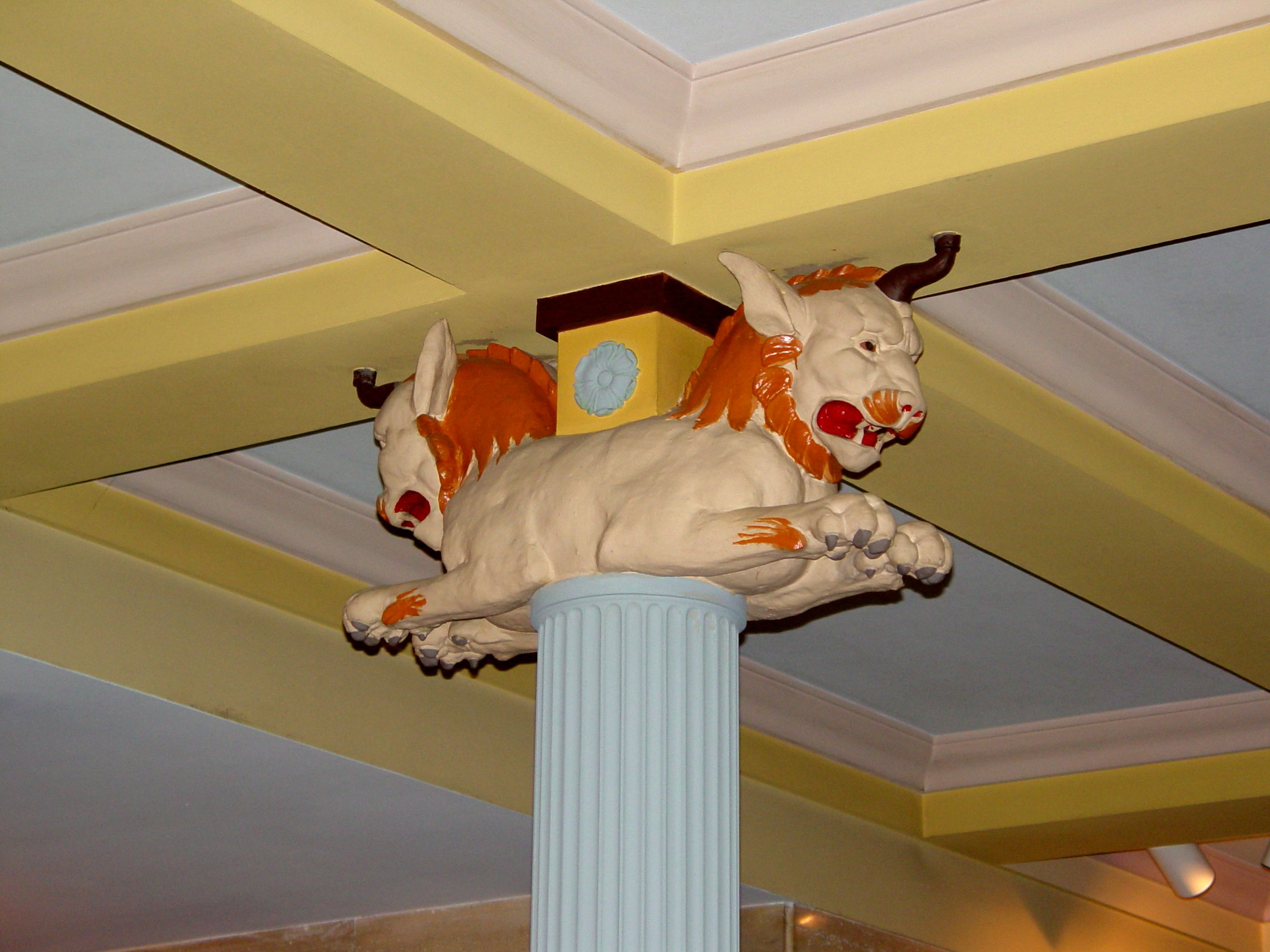
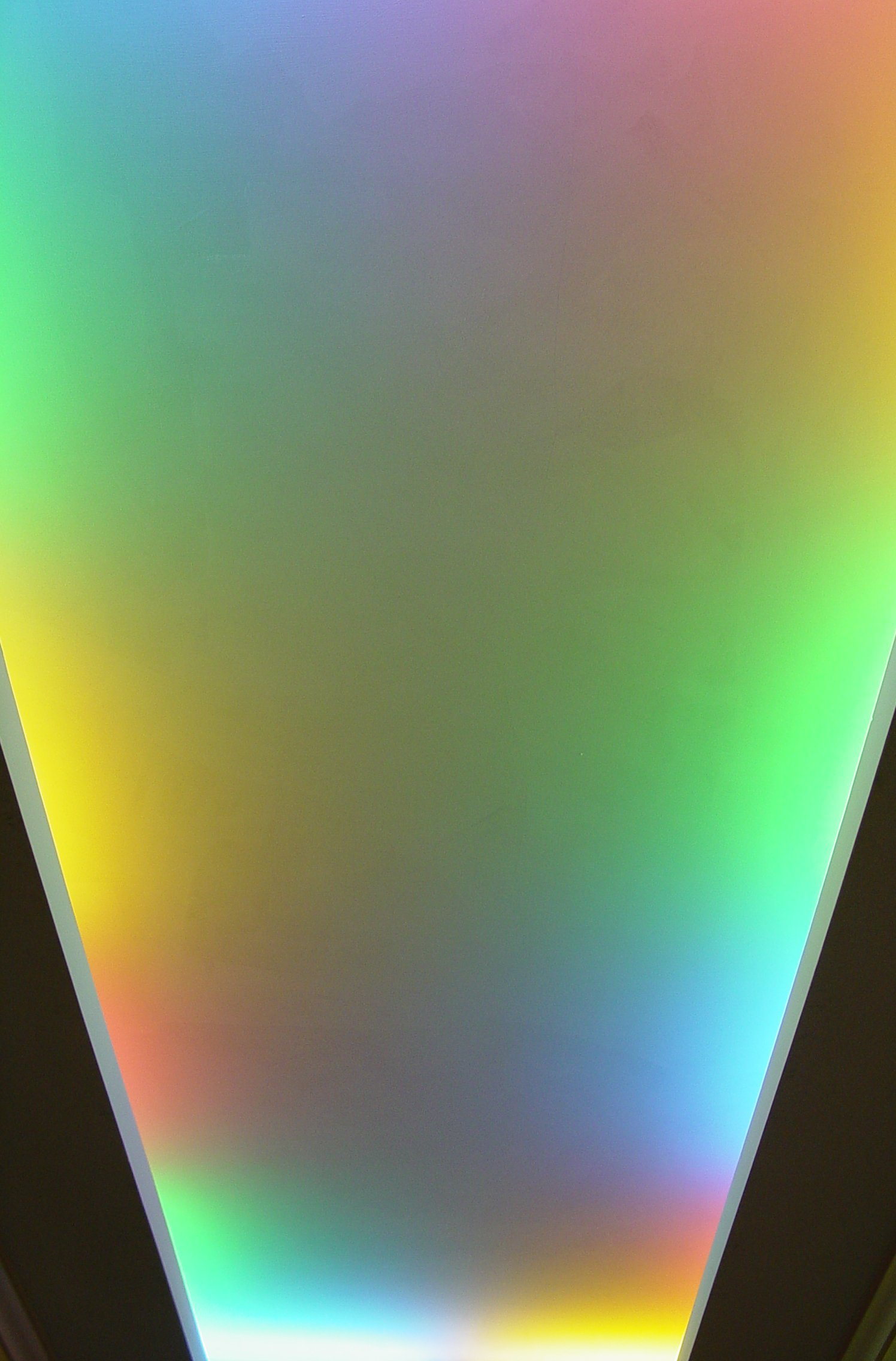

## Le Prophète Voilé

Représentation artistique de Mokanna, le Prophète voilé

Le logo du Grotto, M.O.V.P.E.R., se distingue par une tête de Mokanna, donnant ainsi son nom à la Grotte. Cet emblème distingue les membres de l'Ordre Mystique des Prophètes Voilés des autres,.
L'exploration du récit historique entourant l'organisation du Grotto nécessite une compréhension complète de la figure emblématique, Mokanna, et des origines de ce récit intrigant. Pour entreprendre ce voyage de connaissance, il faut se transporter dans le passé lointain, plus précisément en l'an 779 de notre ère, où nous trouvons la figure énigmatique connue sous le nom d'Al-Muqanna, dont l'épithète se traduit de l'arabe par "le Voilé". Bien qu'il ait commencé son existence terrestre en tant que simple plieur de vêtements, la vie d'Al-Muqanna prit un tournant décisif lorsqu'il adopta les enseignements radicaux d'Abu Muslim de Khorasan. Après le décès tragique d'Abu Muslim, Al-Muqanna, dans un geste audacieux, fonda une secte religieuse basée sur l'idée qu'Abu était une réincarnation du Divin, et à sa mort, ce manteau divin avait été transmis à Muqanna. De telles croyances étaient tout sauf conventionnelles, ce qui valut à Al-Muqanna l'antipathie des adeptes religieux plus traditionnels.
Il est intéressant de noter qu'on disait qu'Al-Muqanna voilait constamment son visage, apparemment pour dissimuler la splendeur et la magnificence de son visage à ses disciples fervents. Cependant, un récit différent émane des comptes des habitants, qui, peu enthousiastes à l'égard de son interprétation non conventionnelle de l'islam, affirmaient que le voile n'était qu'une ruse pour dissimuler le fait qu'il était chauve et avait perdu un œil. À terme, Al-Muqanna et ses partisans se sont révoltés, mais leur rébellion a été éphémère, car les autorités ont organisé son immolation dans l'intimité de sa résidence. Un sort des plus macabres, pourrait-on ajouter.
Cependant, l'histoire ne s'est pas terminée avec le décès enflammé d'Al-Muqanna. Avance rapide d'un millénaire, et on rencontre le distingué Sir Thomas Moore, auteur d'une romance intitulée "Lalla Rookh". Cette nouvelle dévoile un récit captivant mettant en scène une splendide princesse, la célèbre Lalla Rookh. Elle se lance dans un voyage pour épouser un prince lointain qu'elle n'a jamais rencontré et, bien entendu, elle nourrit une certaine appréhension. Cependant, son inquiétude trouve du répit en présence d'un ménestrel et conteur qui l'accompagne. Envoûtée par ses récits envoûtants, l'un d'entre eux étant l'entraînant "Prophète Voilé de Khorasan", elle découvre finalement que ce conteur n'est autre que son prince fiancé déguisé. Leur union annonce un heureux dénouement, un trope familier dans les contes romantiques.
Le rituel contemporain de l'organisation du Grotto puise vaguement son inspiration dans le récit de Moore, agrémenté d'embellissements maçonniques distinctifs en cours de route. Il est essentiel de reconnaître que chaque branche du Grotto peut interpréter le récit de manière unique. Ainsi, l'occasion d'assister à une initiation du Grotto ne doit pas être manquée, car c'est l'occasion de participer à un récit captivant qui mêle histoire, mystère et traditions fraternelles dans une tapisserie de signification symbolique et de résonance culturelle,.

## Auxiliaires féminines

### Ordre Mystérieux des Sorcières de Salem. (M.O.W.O.S.)

#### Histoire
Quelque temps avant 1917, l'Ordre Mystérieux des Sorcières de Salem a été fondé en tant qu'auxiliaire féminine du Grotto. Le premier "Caldron", terme utilisé pour désigner un chapitre local de l'Original Mysterious Order Witches of Salem, a été fondé à Chicago, IL, et était connu sous le nom de Aryan Caldron No. 1.
Le 15 janvier 1918, le Caldron Amoo No. 2 a été constitué à Rock Island, IL. En 1918, le Caldron Suprême a été formé, composé d'Aryan No. 1 et d'Amoo No. 2, avec des officiers venant des deux groupes. Plus tard, le Caldron Koom No. 3 a été ouvert à Rockford, IL.
Le mercredi 5 mars 1919, le Caldron Amoo No. 2 a fait sécession du "Caldron Suprême", qui était principalement dirigé depuis Chicago. Les dames de Rock Island se sont immédiatement déclarées le nouveau Caldron Suprême et Amoo Caldron est devenu le No. 1. Le 18 novembre 1920, Mme Vashti H. Bollman, Enchanteresse Suprême par intérim du "nouveau" Caldron Suprême, a noté que Mme Josephine Mace, Enchanteresse Mystérieuse d'Amoo No. 2, s'était retirée d'Amoo de l'organisation parente de Chicago. On dit qu'elle a été accusée de fautes fraternelles, auxquelles elle a plaidé coupable, remettant en même temps la charte d'Amoo No. 2. Cependant, elle a refusé de renoncer au nom "Amoo Caldron" et l'a utilisé pour "usurper le nom Caldron Suprême de l'organisation parente". Le groupe Amoo a commencé à ouvrir de nouveaux Caldrons, en comptant au moins cinq avec la fondation du Hapac Caldron No. 5 en 1920.
Selon l'histoire publiée par Omala Caldron sur son site web, les Filles de Mokanna se sont formées en 1919, à Rock Island, en Illinois. Cela coïncide avec la scission d'Amoo de Chicago et la fondation de leur propre Caldron Suprême. Ils décrivent ensuite comment le rituel a été décidé et répertorient les quatre premiers Caldrons des Filles de Mokanna - Amoo No. 1, Mohassan No. 2, Ankara, No. 3, et Zal No. 4. Cela laisserait penser que Hapac était le No. 5, comme indiqué dans les comptes-rendus de journaux. Cependant, aucune information n'est donnée sur ce qui est arrivé au Caldron Koom No. 3, sauf qu'il apparaît comme participant à la Convention nationale des Filles de Mokanna en 1922.

## Fondation humanitaire
En juin 1949 l’association s'ajoute une activité de « Fondation Humanitaire ». Elle aurait collecté et distribué plusieurs millions de dollars en soins médicaux aux États-Unis, entre autres dans les domaines de l'infirmité motrice cérébrale et en soins en chirurgie dentaire...